# تپه کول لیک ۱
تپه کول لیک ۱ مربوط به سده‌های اولیه دوران‌های تاریخی پس از اسلام است و در شهرستان بوئین‌زهرا، بخش آوج، روستای اردلان واقع شده و این اثر در تاریخ ۲۵ اسفند ۱۳۸۰ با شمارهٔ ثبت ۵۰۰۳ به‌عنوان یکی از آثار ملی ایران به ثبت رسیده است.